# Жестокие рассказы
«Жестокие рассказы» (фр. Contes Cruels) — сборник новелл французского писателя Огюста де Вилье де Лиль-Адана, опубликованный в 1883 году.

## Содержание и публикация
Книга включает 28 рассказов. Четыре из них были написаны до 1870 года и в число «Жестоких рассказов» в узком смысле не входят. Ещё 15 были созданы в 1873—1877 годах, то есть до того момента, когда сборник был в целом сформирован и предложен для публикации издателю Кальману Леви. Три из них, «Виржини и Поль», «Девицы Бьенфилатр» и «Лучший в мире обед», были опубликованы в 1874 году в периодике под общим названием «Жестокие рассказы».
Леви отказался издавать книгу. Позже Вилье де Лиль-Адан написал ещё девять рассказов, и в 1883 году книга всё же вышла.

## Восприятие
«Жестокие рассказы» имели успех у читателей и принесли Вилье де Лиль-Адану определённую известность. 
По мнению русского литературоведа В. Толмачёва, в этом сборнике «высмеиваются претензии позитивизма на всеобъемлющее знание».